# مقاطعة برديا
مقاطعة بردية هي إحدى مقاطعات النيبال. يبلغ عدد سكانها 426,576 نسمة وذلك حسب إحصائيات سنة 2011. تبلغ مساحتها 2025 كم².